# Isidore Valladier
Pour les articles homonymes, voir Valladier.
Isidore Valladier, né le 20 septembre 1799 à Vallon (Ardèche) et mort le 1er janvier 1871 dans la même ville, est un homme politique français.

## Biographie
Licencié en droit, il se consacre à la culture des mûriers et des vers à soie. Maire de Vallon-Pont-d'Arc en 1838, conseiller général en 1839, il est député de l'Ardèche de 1848 à 1849, siégeant au centre droit.

## Sources
- « Isidore Valladier », dans Adolphe Robert et Gaston Cougny, Dictionnaire des parlementaires français, Edgar Bourloton, 1889-1891 [détail de l’édition]